# 12 жовтня
12 жовтня — 285-й день року (286-й у високосному році) в григоріанському календарі. До кінця року залишається 80 днів.

## Свята і пам'ятні дні

### Міжнародні
- ООН: Всесвітній день захисту зору

### Національні
- Україна: День військового капелана[1].
- США: День Колумба.
- Іспанія: Національний День.
- Бразилія: Дитячий день.

### Релігійні
Православ'я:
- Мчч. Прова, Тараха і Андроника.
- Прп. Косми, єп. Маюмського, творця канонів.
- Мц. Домники.
- Свт. Мартина Милостивого, єп. Турського.

## Іменинники
Андроник, Мартин.

## Події
- 1428 — У ході Столітньої війни англійці почали облогу Орлеана.
- 1492— Христофор Колумб, перепливши Атлантичний океан, досягнув сучасних Багамських островів, щиро вірячи, що дістався Східної Азії.
- 1618 — армія Речі Посполитої спільно з козацькими загонами спробувала захопити Москву.
- 1727 — на Генеральній раді у Глухові Данила Апостола обрали гетьманом Лівобережної України (за новим стилем).
- 1860 — Ґарібальді Джузеппе проголосив Віктора Емануїла королем об'єднаного Королівства Італія.
- 1863 — В Женеві утворено Міжнародний Червоний Хрест.
- 1871 — Президент США Улісс Грант заборонив Ку-клукс-клан і наказав заарештувати лідерів цієї організації.
- 1863 — У Лондоні засновано Англійську футбольну асоціацію.
- 1905 — Норвегія розірвала унію зі Швецією і стала незалежним королівством.
- 1917 — Екіпаж міноносця «Завидный» підняв Український прапор і відмовився його спускати.
- 1920 — у Ризі було підписано Договор про перемир'я та прелімінарні умови миру, за яким припинялися бойові дії, визначалася лінія кордону в Україні: Сарни-Рівне-Радивілів-р. Збруч. Польська республіка зобов'язалася припинити підтримку збройних формувань УНР й Добровольчої армії. Східна Галичина, Західна Волинь, Холмщина, Західне Полісся і Підляшшя залишалися за Польською республікою.
- 1922 — У Російській СФРР розпочалася дворічна грошова реформа — РНК РСФРР ухвалила декрет про карбування золотих червінців.
- 1922 — Семиріченська область РСФРР перейменована на Джетисуйську
- 1924 — у складі Української СРР засновано Молдавську АРСР.
- 1939 — Народні Збори Західної України під тиском більшовиків ухвалили декларації, спрямовані на входження краю до складу УРСР.
- 1947 — У західних областях Української РСР розпочалася наймасовіша за повоєнний період депортація українців.
- 1956 — Створено Міжнародне агентство з атомної енергії (МАГАТЕ).
- 1965 — На урочистій церемонії в Букінгемському палаці члени гурту The Beatles стали кавалерами Ордену Британської імперії.
- 1966 — з конвеєра заводу «Комунар» зійшли перші моделі «ЗАЗ-966»
- 1968 — відкрилися  XIX Олімпійські ігри в Мехіко (Мексика)
- 1971 — на Бродвеї відбулася прем'єра рок-опери «Jesus Christ Superstar».
- 1991 — У Києві відбувся установчий з'їзд Соціалістичної партії України.
- 1994 — У місті Ваді-Араба на йордано-ізраїльському кордоні підписано повномасштабний договір про мир між Ізраїлем і Йорданією.
- 2002 — У Москві в театральному центрі на Дубровці під час спецоперації зі знищення терористів і звільнення заручників отруєно 128 осіб.
- 2010 — Унаслідок зіткнення локомотива з пасажирським автобусом в Нікопольському районі загинуло 45 осіб.

## Народились
Дивись також Категорія:Народились 12 жовтня
- 1759 — Жорж Дантон, один із очільників якобінців і водночас жертва французької революції.
- 1857 — Роман Кондратенко, генерал-лейтенант РІА українського походження.
- 1881 — Іван М'ясоєдов, український художник, представник символізму й модерну, творець поштових марок.
- 1896 — Еудженіо Монтале, італійський поет.
- 1904 — Микола Духов, творець атомної бомби.
- 1910 — Норбер Гланцберг, французький композитор українського походження, автор найвідоміших пісень Едіт Піаф.
- 1919 — Мохаммед Реза Пехлеві, останній шах Ірану.
- 1935 — Лучано Паваротті, італійський оперний співак.
- 1937 — Степан Хмара, український політик, правозахисник.
- 1977 — Олександр Береш, український гімнаст, дворазовий призер Олімпійських ігор.

## Померли
Дивись також: Категорія:Померли 12 жовтня
- 1590 — Кано Ейтоку, японський художник, представник художньої школи Кано.
- 1870 — Роберт Едвард Лі, американський військовий діяч, головнокомандувач армії конфедератів у Громадянській війні в США (1861—1865).
- 1875 — Жан-Батист Карпо, французький скульптор, живописець і графік.
- 1890 — Карло Коллоді, італійський журналіст, письменник, автор казки про Піноккіо (н. 1826).
- 1894 — 1894 — Володимир Бец, український анатом і гістолог, професор Київського університету.
- 1924 — Анатоль Франс, французький письменник, лавреат Нобелівської премії з літератури 1921 року (н. 1844).
- 1957 — Лев Ребет, український політичний діяч, публіцист, один із лідерів ОУН (убитий агентом КДБ Сташинським).
- 1971 — Ігор Сікорський, конструктор літаків і гелікоптерів (н. 1889).
- 1989 — Чарлз Педерсен, американський хімік-органік, лауреат Нобелівської премії 1987 року(н. 1904).
- 1996 — Ніна Алісова, українська і радянська кіноакторка («Безприданниця» (1937), «Райдуга» (1943), «Тіні забутих предків» (1964), «Криниця для спраглих» (1965).
- 2011 — Денніс Рітчі, американський вчений-інформатик, розробник мови програмування C та операційної системи UNIX.